# Blagojev Kamen
Blagojev Kamen (Servisch cyrillisch Благојев Камен) is een plaats in de Servische gemeente Kučevo. De plaats telt 38 inwoners (2002).